# Veazivka, Narodîci
Veazivka (în ucraineană В`язівка) este localitatea de reședință a comunei Veazivka din raionul Narodîci, regiunea Jîtomîr, Ucraina.

## Demografie
Componența lingvistică a localității Veazivka
     Ucraineană (100%)
Conform recensământului din 2001, toată populația localității Veazivka era vorbitoare de ucraineană (100%).